# Константин I (царь Имеретии)
Константи́н I  (груз. კონსტანტინე I; ум. 1327, Кутаиси, Имеретинское царство) — представитель династии Багратионов, царь Имеретии с 1293 по 1327 год.

## Биография

### Происхождение
Время и место рождения Константина I неизвестно. Сын грузинского царя Давида VI Младшего от его первой жены, княжны Тамары Аманелисдзе, из рода эриставов Аргвети. По мнению некоторых исследователей, он был сыном Давида VI от второй жены, Феодоры Палеолог, дочери византийского императора Михаила VIII. После распада единого Грузинского царства Давид VI под именем Давида I возглавил его западную часть, ставшую Имеретинским царством.

### Правление
В 1293 году, после смерти отца, Константин I взошёл на трон Имеретии, находившийся в Кутаиси. В отличие от царей восточной Грузии, он правил своим царством независимо от власти ильханов государства Хулагуидов. Но во время его правления в Имеретии началась внутренняя междоусобица, ослабившая государство. Младший брат Констанита I, царевич Михаил не признал его власти и захватил территории на севере Имеретии — княжества Рача, Лечхуми и Аргвети. Несмотря на усилия части грузинских дворян примирить братьев, конфликт между ними продолжался до самой смерти Константина I.
Во время этого конфликта, некоторые эриставы имеретинского царя — Дадиани в Мегрелии, Геловани в Сванетии, Гуриели в Гурии и Шервашидзе в Абхазии не только расширили свои владения, но и приобрели фактическую независимость в своих феодах, впоследствии став владетельными князьями — мтаварами. Константин I умер среди этих беспорядков в 1327 году, не оставив потомства. Ему наследовал младший брат, царевич Михаил.
Во время правления, в 1305 году Константин I восстановил грузинский монастырь Святого Креста в Иерусалиме. Его вклад отмечен в документе. По этому случаю в монастыре была установлена ежегодная агапа на 21 мая — в день святого равноапостольного Константина Великого, небесного патрона царя. Константин I, возможно, изображен в царском одеянии на фреске в монастырской церкви пророка Илии в селе Иенаши, в Верхней Сванетии. О его связях с этой исторической областью Грузии также известно из устава, который был предоставлен царём вольным сванам из клана Гоштелиани.